# Wólka Wybraniecka
Wólka Wybraniecka – wieś sołecka w Polsce położona w województwie mazowieckim, w powiecie mińskim, w gminie Stanisławów.
W latach 1975–1998 miejscowość administracyjnie należała do województwa siedleckiego.
Wierni Kościoła rzymskokatolickiego należą do parafii św. Katarzyny w Pustelniku. W Wólce Wybranieckiej znajduje się kapliczka murowana z przełomu XIX/XX wieku.
Dzierżawcą wsi był w XIX wieku dziad Romana Dmowskiego o imieniu Kazimierz. Stąd Dmowski publikując powieści posługiwał się pseudonimem „Kazimierz Wybranowski”.